# Mike Mulholland
Mike Mulholland é um especialista em efeitos visuais estadunidense. Foi indicado ao Oscar de melhores efeitos visuais na edição de 2018 pelo trabalho na obra Star Wars: The Last Jedi.

## Prêmios e indicações
- Pendente: Oscar de melhores efeitos visuais - Star Wars: The Last Jedi (2017)
- Indicado: Emmy de melhores efeitos visuais em minissérie - Band of Brothers (2001)